# محمدامین بوعلیزاده
دکتر محمدامین بوعلیزاده (زادهٔ ۲۵ شهریور ۱۳۶۴ در تهران) معمار، پژوهشگر و هنرمند رسانه‌ای ایرانی است. وی علاوه بر فعالیت‌های دانشگاهی در حوزهٔ معماری، در عرصهٔ کارگردانی، تهیه‌کنندگی، مستندسازی و دوبلاژ آثار تلویزیونی و سینمایی نیز شناخته می‌شود. بوعلیزاده از سال ۱۳۹۹ مدیر فارغ‌التحصیلان، روابط عمومی و امور بین‌الملل در دانشگاه آزاد اسلامی واحد بین‌الملل فرشتگان است.

## زندگی و تحصیلات
بوعلیزاده در سال ۱۳۸۱ برای تحصیل در رشته ژنتیک انسانی به هند عزیمت کرد و موفق به اخذ مدرک کارشناسی در این رشته شد. وی سپس با گذراندن دوره‌های تخصصی در حوزه‌های مهندسی نرم‌افزار و شبکه، گواهینامه MCSE را از شرکت مایکروسافت آمریکا دریافت کرد.

ایشان با تکیه بر تجربیات، پیشینه و دغدغه‌های هنری‌اش، در سال ۱۳۸۴ استودیوی عکس و فیلم خود را در هندوستان تأسیس کرد و به فعالیت‌های فرهنگی تصویری پرداخت. پس از حدود ۱۰ سال حضور مؤثر در شبه‌قاره هند و همکاری با سفارت جمهوری اسلامی ایران در زمینه‌های هنری و علمی از جمله ارائه خدمات رسانه‌ای در برگزاری نخستین المپیاد علمی و ورزشی دانشجویان ایرانی شبه‌قاره و دریافت تندیس تقدیر از سفیر و رایزن علمی وقت ایران در هند به ایران بازگشت.

وی سپس با گرایش به حوزه هنر، در شبکه‌های برون‌مرزی صدا و سیما (آی‌فیلم و پرس‌تی‌وی) به عنوان تهیه‌کننده و کارگردان مشغول به کار شد. همچنین، علاقه وی به هنر معماری موجب شد تا تحصیلات خود را در این رشته ادامه دهد؛ به‌طوری‌که موفق به اخذ مدرک کارشناسی ارشد از دانشگاه آزاد اسلامی واحد تهران غرب و دکترای معماری از دانشگاه آزاد اسلامی واحد قزوین شد. 

## اندیشهٔ معماری
دکتر بوعلیزاده در کتابِ خود با عنوانِ معماری برای سکوت (زمستان ۱۴۰۱) بر نقش عدالت اجتماعی در طراحی فضاها تأکید می‌کند. در بخشی از کتاب می‌نویسد:

"بزرگ‌ترین رسالت یک معمار ایجاد فضایی برای برقراری عدالت اجتماعی است؛ طراحی فضاهایی که پاسخ‌گوی نیازهای همهٔ اعضای جامعه باشند. از آن‌جا که بخش قابل‌توجهی از جمعیت زمین افراد دارای نیازهای ویژه‌اند، عدالت اجتماعی تنها زمانی محقق می‌شود که معماران محدودیت‌ها و نیازهای این گروه را به‌خوبی شناخته و راهکارهایی مناسب در طراحی ارائه دهند. توجه به این مقوله در کاربری‌های آموزشی اهمیت صدچندان دارد؛ فضای آموزشی پذیرای افراد ناشنوا و دارای کم‌توانی جسمی باید زمینه‌ساز رشد، شکوفایی و خودکفایی آنان در زندگی فردی و اجتماعی باشد."  
دکتر محمدامین بوعلیزاده — زمستان ۱۴۰۱

## فعالیت‌های رسانه‌ای
فعالیت رسانه ای بوعلیزاده از سال ۱۳۸۵ با تولید مستندهایی برای رایزنی علمی-فرهنگی سفارت جمهوری اسلامی ایران در هند آغاز شد. در سال 1390 وی المپیک دانشجویی شبه قاره هند را در بنگلور برگزار کرد.
وی از سال ۱۳۹۱ تاکنون با صدا و سیمای جمهوری اسلامی ایران شبکه های برون مرزی، (آی فیلم و پرس تی وی) به عنوان تهیه کننده، کارگردان و مسئول صدا همکاری داشته است. برخی از آثار رسانه ای او عبارت اند از:
- تهیه‌کنندگی انیمیشن قل‌قله‌زن — منتخب جشنوارهٔ استیف (ایتالیا)، ۱۳۹۷.
- مستند معاود (۲۰۱۹).[۳]
- مستند سرزمین عقاب‌ها
- فیلم سینمایی آوازهای باد — مدیر هنری و تدوینگر (۲۰۱۹)

## آثار
- معماری برای سکوت (کتاب)، نشر ارشدان، ۱۴۰۲.[۴]
- بیش از ۱۵۰ تیزر تلویزیونی برای شبکهٔ پرس‌تی‌وی، بخش تبلیغات خصوصی و رسانه ملی
- کارگردانی مستند به سوی او (۲۰۱۵) دربارهٔ مسلمانان اروپایی در ایران
- تهیه‌کنندگی و کارگردانی مستند «تاریخچهٔ ارتش — نیروی دریایی» (۲۰۱۲)
- تدوین و مدیریت دوبلاژ سریال‌ها و برنامه‌های تلویزیونی از جملهِ «شهرزاد»
- کارگردانی مستند معاود (۲۰۲۰) — لینک خبر
- تهیه کنندگی پادکست رادیو نمایش پادکست رادیو نمایش (۲۰۲۵) — لینک خبر
- تهیه‌کنندگی انیمیشن قل‌قله‌زن (۲۰۱۷) — لینک خبر
- مدیر هنری و تدوینگر فیلم سینمایی آوازهای باد (۲۰۱۹)
- و غیره...

## جوایز و افتخارات
- تندیس و لوح تقدیر از جشنوارهٔ جهانی تولیدات اربعین (۱۳۹۹)
- لوح تقدیر و تندیس از سفیر ایران در هند برای مدیریت تصویربرداری المپیک دانشجویی شبه‌قاره (۱۳۸۹).
- برگزیدهٔ جشنوارهٔ بین‌المللی استیف (ایتالیا) برای تهیه‌کنندگی انیمیشن قل‌قله‌زن (۱۳۹۷).[۵]
- فیلم مستند معاود به کارگردانی بوعلیزاده در جشنواره فیلم عمار (۱۳۹۹).[۶]